# Lancelot Andrewes

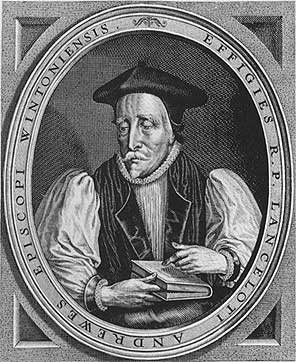
Lancelot Andrewes.

Lancelot Andrewes, född 1555 i London, död den 25 september 1626 i London, var en känd  teolog inom Engelska kyrkan.

## Biografi
Andrewes studerade i Cambridge och vann stort rykte för gedigen lärdom, särskilt inom språkkunskap och den patristiska litteraturens område. Än mera berömd var han dock som predikant. 
Andrewes, vars predikningar och kateketiska föredrag under yngre år uppvisar kalvinska sympatier, tillhörde från och med 1589 den anti-kalvinska högkyrkliga riktningen, och höll sig i sina åsikter lika fri från romaniserande tendenser som från inflytande av puritanismen. Han deltog 1604 i Somerset House-konferensen och 1618 i synoden i Dordrecht samt var ivrigt verksam i den bibelkommission, som verkställde den 1611 auktoriserade engelska bibelöversättningen. 
1605 blev Andrewes biskop av Chichester, förflyttades 1609 till Ely stift och 1619 till Winchester.

## Fotnoter
1. ↑  Nicholas Tyacke: "Lancelot Andrewes and the Myth of Anglicanism", i: Peter Lake, Michael C. Questier (eds.) Conformity and Orthodoxy in the English Church, c. 1560-1660, s. 9, Boydell Press, Woodbridge 2000